# AKSM-213
AKSM-213 (АКСМ-213) — przegubowy trolejbus miejski produkowany przez firmę Biełkommunmasz (Белкоммунмаш).
Produkcję rozpoczęto w roku 2002. Większość wyprodukowanych АКSМ-213 trafiła do Mińska, poza tym można je spotkać również w Kiszyniowie i Homlu.